# آنا ماريا وليامز
آنا ماريا وليامز (بالإنجليزية: Anna Maria Williams)‏ هي مُدرسة نيوزيلندية، ولدت في 1839، وتوفيت في 1929.